# Benjamin Hilleke
Benjamin Hilleke, detto Benny (...), è un cantante tedesco.
È attualmente il cantante del gruppo metalcore tedesco Neaera, fin dalla loro nascita nel 2003.